# Právo

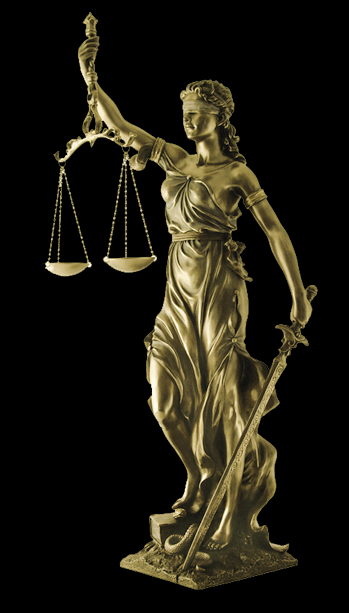
Socha Justicie, starořímské bohyně, která často bývá vyobrazována jako ztělesnění práva se třemi atributy – s mečem, s vahami a se šátkem přes oči. Meč symbolizuje státní moc, váhy spravedlnost a šátek nestrannost.

Právo je multidimenzionální fenomén a vícevýznamový výraz, který je nutno definovat ve všech jeho rovinách, neboli dimenzích. Nelze jeho definici tedy zúžit pouze na jeho normativní význam, přestože v této rovině je chápán nejčastěji, tedy ve smyslu soustavy právních norem, tj. pravidel chování (příkazů, zákazů nebo dovolení), kterými se řídí lidské spolužití a které jsou uznávané nebo přímo stanovené státem. Této oblasti nejlépe odpovídá pojem objektivního práva. Protože ale slovo právo má (nejméně) dva různé významy, používají právníci tento termín také pro subjektivní právo, právo určitého subjektu na něco. V tomto případě jde tedy o objektivním právem zaručenou možnost chovat se určitým způsobem.
Mimo rovinu normativní působí právo též v rovině sociální, axiologické, mocenské a informační. Objektivní právo je tedy univerzálním normativním systémem. V praxi se jeho součástí mohou stávat i normy pocházející z jiných normativních systémů, ač už se jedná o systémy s hodnotovým významem, nebo technického charakteru. V případě nedodržování práva ho stát mocensky vynucuje. Ve svém souhrnu všechny platné právní normy tvoří právní řád daného státu. Právo z různých hledisek zkoumá právní věda. Všeobecné znalosti o něm, představy o jeho platnosti a oprávněnosti se pak označují jako právní vědomí.

## Historie
Dějiny práva zahrnují tisíce let vývoje zákonů. První právo bylo právo zvykové (obyčejové), existovalo ve vědomí lidí, šlo o nepsané právo předávané z generace na generaci. Právo v podobě písemných předpisů vzniklo až po vzniku státu. Pozitivní právo je platné právo, lze jej odvodit z platných právních norem vyjádřených nejčastěji ve formě nějakého právního předpisu, naopak přirozené právo je odvozováno z mravního zákona, z přírodních zákonů, je to vysněné, ideální a nejdokonalejší právo.
Chammurapiho zákoník je jeden z nejstarších zaznamenaných právních systémů. Vznikl cca 1800 př. n. l., byla to kamenná deska vystavená na veřejném místě. Zahrnoval rodinné, obchodní a především trestní právo. Další známý historický zákon je římský Zákon dvanácti desek, který vznikl v 5. století př. n. l. Byl to souhrn práva soukromého i trestního ve formě bronzových desek vystavených také na veřejném místě. Zákon sudnyj ljudem byl zákon pro laiky, širokou veřejnost, vznikl v 9. století, byl vytvořen Konstantinem a Metodějem. Ve 13.–14. století nechal Václav II. sepsat Horní zákoník. Magna charta libertatum (Velká listina práv a svobod) byl anglický právní dokument vydaný v roce 1215, omezoval některé panovnické pravomoci.
Výrazný vliv na formování práva má také Bible.

## Dělení objektivního práva

### Právo pozitivní a přirozené
Pozitivní právo stanovuje především zákonodárce, rozlišuje se právo jako takové a morálka jako mimoprávní normativní systém. Naproti tomu u přirozeného práva jsou hlavními původci práva Bůh nebo příroda, stát je jen může uznávat. Dnes je vnímáno hlavně jako teorie o lidských právech.

### Právo soukromé a veřejné
Toto dělení objektivního práva pochází už z práva římského, kde se odlišovalo především to, jaký zájem chrání. Pokud šlo o zájem státu, bylo to právo veřejné, jestliže jednotlivce, pak právo soukromé. Existuje ale více teorií, jak tímto způsobem právo dělit, např. podle vztahu jeho adresátů, pokud jsou si rovni a vzájemná práva a povinnosti si stanoví dohodou, jde o soukromé právo, naopak pokud je jeden z nich v nadřízeném postavení a práva a povinnosti může stanovit ostatním i proti jejich vůli, jde o právo veřejné.

### Další dělení
Objektivní právo lze dále dělit podle různých kritérií. Například podle jeho územní platnosti na vnitrostátní právo a mezinárodní právo, podle metody a oblasti právní úpravy na hmotné právo a procesní právo, nebo podle toho, zda je stanoveno někým, zejména státem, zvnějšku (právo heteronomní), či si ho účastníci právního vztahu stanoví sami (právo autonomní).

### Právní odvětví
Celý právní řád, který se skládá především ze všech platných právních norem, lze teoreticky rozdělit i na jednotlivá právní odvětví. Zde je však nutno mít na paměti, že jakékoliv členění práva na jednotlivá právní odvětví je ryze subjektivistické a arbitrární. Soudobá právní teorie zastává názor, že členění práva na jednotlivá právní odvětví se zakládá spíše na tradici než na nějakém vědeckém (objektivním) kritériu.  Proto jsou tzv. odvětvotvorná kritéria dnes právní teorií odmítány jako nesmysl, jenž byl recipován ze sovětské právní vědy v období socialistické zákonnosti. Zcela výmluvné je poté i to, že jeden z jejich hlavních propagátorů v období socialistické zákonnosti Viktor Knapp ve své porevoluční učebnici teorie práva uvádí: o kritérium třídění práva na jednotlivá právní odvětví „se vedly, zejména v literatuře býv. socialistických států, dlouholeté, celkem zbytečné, a co do svého výsledku marné teoretické spory. Přesné, jednotné a obecně přijímané kritérion takovéhoto třídění neexistuje. V současné době většinou přijímané třídění je spíš tradiční a empirické, než opřené o vědecky určené kritérion.“ V soukromém právu jsou nejdůležitějšími právními odvětvími občanské právo, rodinné právo, obchodní právo a lze sem zařadit i pracovní právo. V oblasti veřejného práva pak jde zejména o ústavní právo, trestní právo, správní právo a finanční právo.

## Právní normy
Všeobecně závazná pravidla chování, jejichž dodržování je vynutitelné státem. Právní normy přijímá normotvůrce, většinou parlament jako subjekt nadaný zákonodárnou mocí. Lze je rozlišovat mj. na:
- zavazující
  - přikazující – stanoví povinnost nějak jednat, např. platit daně.
  - zakazující – zakazují činit určité kroky, např. uzavírat kartelové dohody.
- opravňující – umožňují se nějak zachovat, např. uzavřít smlouvu.

Souhrn právních norem, které upravují určitý druh společenských vztahů, např. vlastnictví, manželství apod., se nazývá právní institut.

## Prameny práva
Právní normy jsou obsaženy v různých druzích pramenů práva, odkud je lze zjistit. Základní dělení pramenů práva je na materiální a formální. Materiálními prameny jsou různé reálné skutečnosti, např. společenské a hospodářské poměry dané společnosti nebo její historie, tedy důvody, které vedou k přijetí určité právní úpravy. Formálními prameny jsou pak ty zdroje, které právo přímo obsahují, a to:
- nepsané právo (ius non scriptum) – právní obyčeje a právní principy.
- psané právo (ius scriptum) – především normativní právní akty čili právní předpisy (publikované zejména ve Sbírce zákonů), ale také normativní smlouvy či soudní precedenty.

U nejčastějšího pramene práva, kterým je právní předpis, se pak rozlišuje:
- jeho platnost – předpis se stal součástí právního řádu,
- legisvakanční lhůta – období mezi platností a účinností,
- jeho účinnost – nastává povinnost se předpisem řídit,
- jeho působnost – územní, osobní, časová i věcná.